# Livezile (Alba)
Pour les articles homonymes, voir Livezile.
Livezile (en hongrois : Úrháza, en allemand : Lasslenkirch) est une commune du județ d'Alba, Roumanie qui compte 1 192 habitants.
La commune est composée de quatre villages : Izvoarele, Livezile, Poiana Aiudului, et Vălișoara.

## Démographie
D'après le recensement de 2011, la commune compte 1 192 habitants, en forte baisse par rapport au recensement de 2002 où elle en comptait 1 526.
Lors de ce recensement de 2011, 96,98 % de la population se déclare roumaine.

## Politique

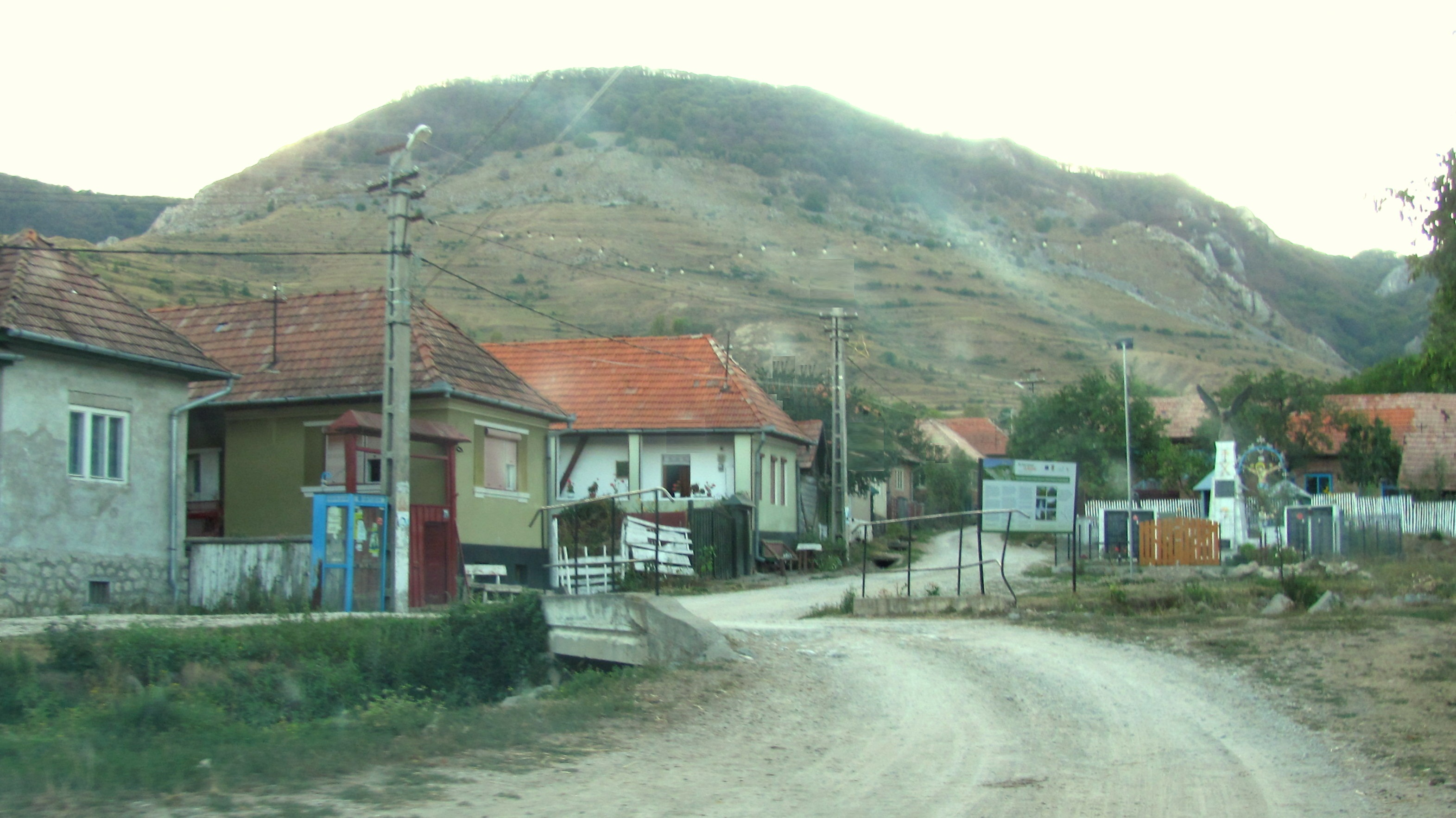
Rue à Livezile, en 2012.

| Parti | Parti                                      | Sièges |
| ----- | ------------------------------------------ | ------ |
|       | Parti national libéral (PNL)               | 6      |
|       | Alliance des libéraux et démocrates (ALDE) | 2      |
|       | Parti social-démocrate (PSD)               | 1      |